# Stictocardia incomta
Stictocardia incomta là một loài thực vật có hoa trong họ Bìm bìm. Loài này được (Hallier f.) Hallier f. miêu tả khoa học đầu tiên năm 1911.